# Jerónimo Sánchez de Carranza

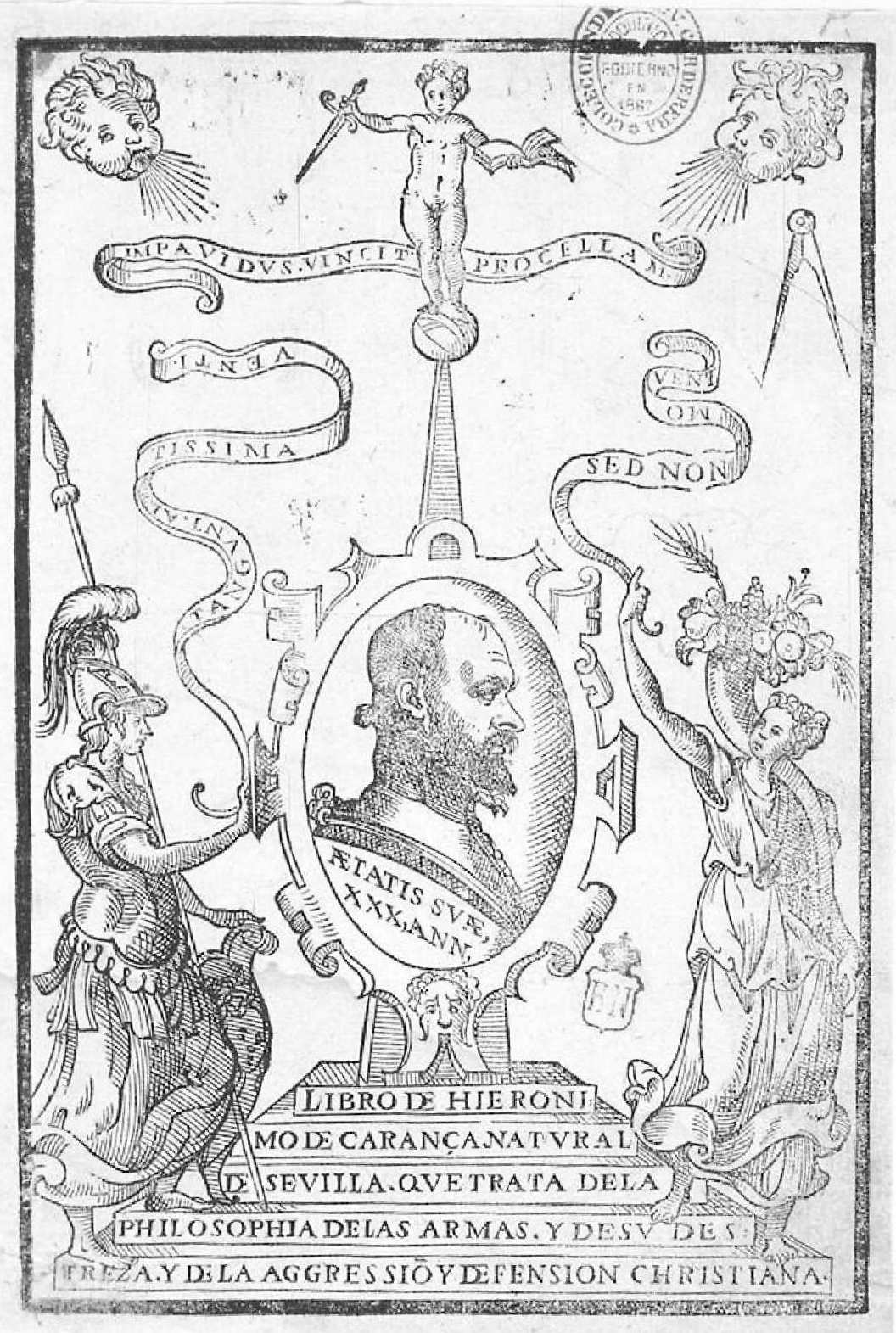
Jerónimo de Carranza, hoja de lámina de Libro de Hierónimo de Carança, natvral de Sevilla, qve trata de la Philosophia de las armas y de sv destreza, y de la aggressio y defension christiana, Sanlúcar de Barrameda, 1582. Biblioteca Nacional de España.

Jerónimo Sánchez de Carranza (Sevilla, ¿1539-1608?) fue un militar y escritor español, que es denominado el padre de la esgrima española.

## Carrera militar y de gobierno
Nacido en Sevilla hacia 1539, Carranza cursó estudios universitarios en esta ciudad y en Salamanca. A principios de los años 1560 entró al servicio del VII Duque de Medina Sidonia, en Sanlúcar de Barrameda. Participó junto al Duque en la invasión del Algarve, parte de la campaña militar que llevó a Felipe II al trono portugués. Por sus servicios, Carranza fue nombrado comendador de la Orden del hábito de Cristo. En 1584 se trasladó a Madrid para probar suerte en la Corte. Cinco años más tarde fue nombrado gobernador de la provincia de Honduras. En Honduras se enfrentó con el tesorero Gregorio Santiago, al que acusó de corrupto, y con el obispo de Comayagua, Gaspar de Andrada. En 1595 derrotó a un contingente de corsarios franceses que habían desembarcado cerca de Puerto Caballos. Terminado su mandato en 1596, pasó a ocupar el cargo de justicia en la ciudad de Santiago de Guatemala.
Probablemente murió en Guatemala hacia 1608.

## Obra literaria

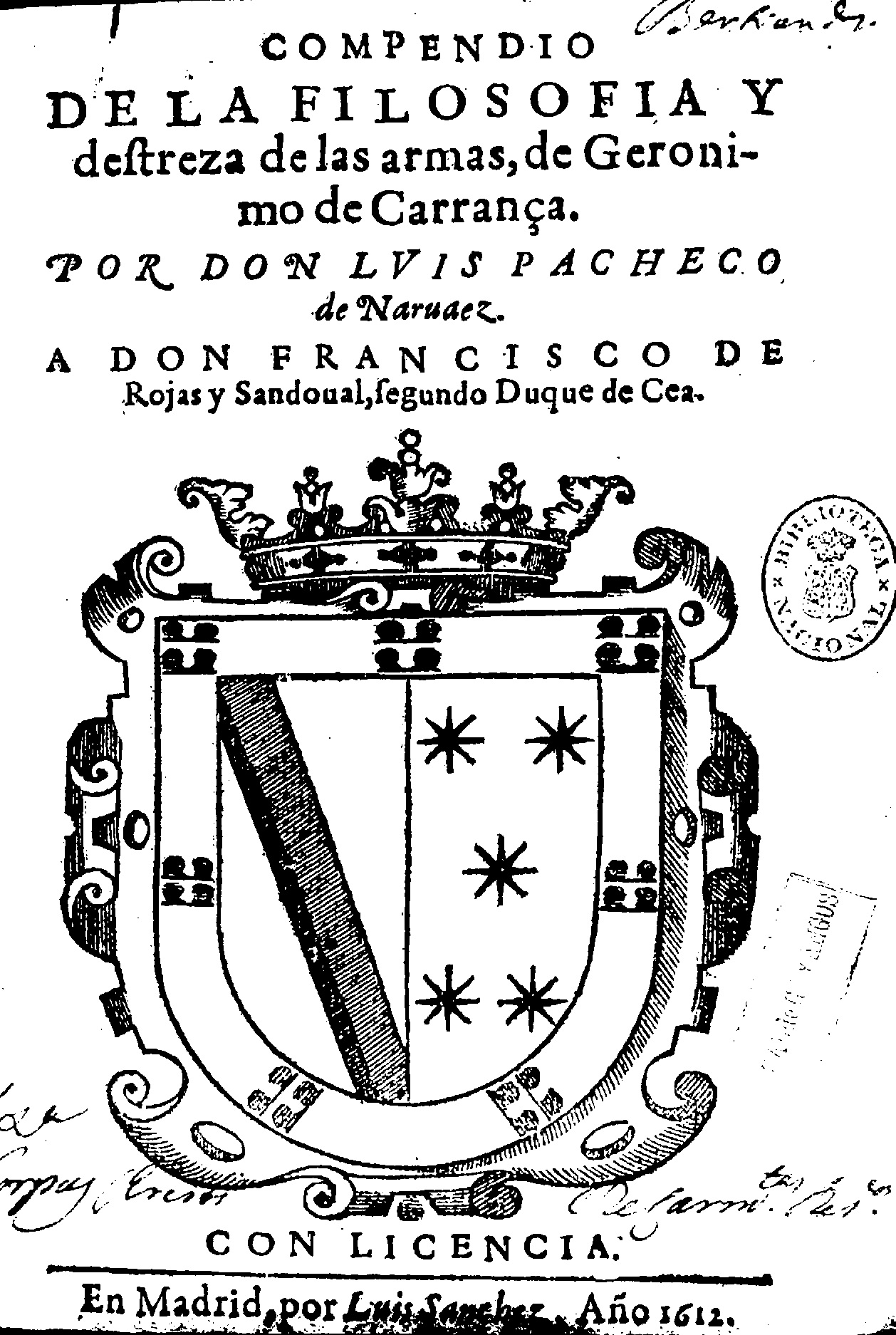
«Compendio de la filosofia y destreza de las armas de Geronimo de Carrança».

Su obra principal, De la Filosofía de las Armas y de su Destreza y la Agresión y Defensa Cristiana, publicada en Sanlúcar de Barrameda en 1582, sienta las bases de un sistema teórico y filosófico de esgrimir las armas que fue posteriormente condensado y ampliado por Luis Pacheco de Narváez, denominado Verdadera Destreza. 
Carranza fue quien dotó a la Destreza de unos principios técnicos, tácticos y metodológicos, por su forma de concebir este nuevo arte, así como que por la manera en que estableció sus teorías hizo que la Destreza que se practicaba en España disfrutara de una estructura interna coherente que perduró a través de los años.
Dicho tratado de esgrima consta de cuatro diálogos, tratando el primero de los fundamentos, el segundo de la hipocresía de los bravos, el tercero de las causas y efectos naturales de la destreza y el cuarto del estudio del honor, de su ganancia y de su pérdida, así como las doctrinas de la defensa y la ofensa.
Según Carranza, la ciencia está en las cosas, el conocimiento precede al amor, el entendimiento humano es un espejo de las cosas reales; pero la verdad y el error no se hallan en el objeto, sino en el sujeto. La verdad es la propiedad del ser natural relacionada con el entendimiento, se refiere a lo universal, no a lo particular, y reside primordialmente en Dios.
Los versos de su autoría que se incluyen en su trabajo, dirigidos al Duque de Media Sidonia, demuestran su capacidad como poeta. Cervantes mismo le tributó elogios en el Canto de Calíope.

## Familia
Carranza era hidalgo por nacimiento. En Sanlúcar tuvo como pareja a Catalina Pérez de Aguilar, con la que tuvo varios hijos pero nunca contrajo matrimonio. Dos de sus hijos lo acompañaron a Honduras: Gil Sánchez de Carranza, el mayor, que murió regresando de Filipinas en 1606; y Jerónimo Sancho de Carranza.